# Family Plot

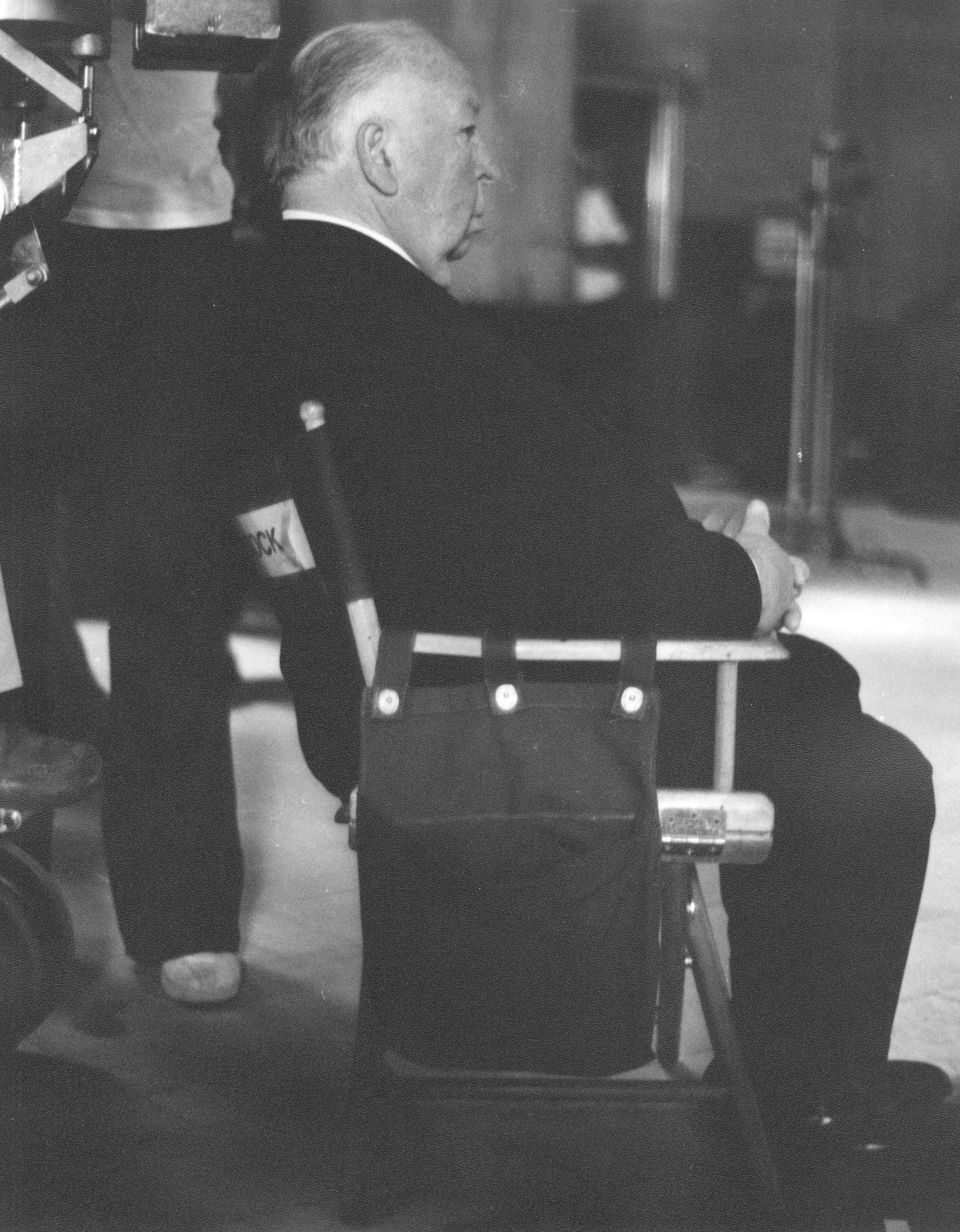
Alfred Hitchcock dirigindo o filme "Family Plot".

Family Plot (prt: Intriga em família / bra: Trama macabra) é um filme americano de 1976, do gênero suspense, sendo o último dirigido por Alfred Hitchcock. O roteiro foi baseado no livro The Rainbird Pattern, de Victor Canning. Foi o último filme de Alfred Hitchcock.

## Sinopse
A profissional e falsa médium Blanche fica sabendo que uma cliente milionária está oferecendo uma bolada para quem conseguir encontrar seu sobrinho perdido e herdeiro, Edward. Ao colocar seu faro detetivesco em ação, Blanche, com ajuda de seu amante, um chofer de táxi, descobre o túmulo de Edward, que é falso, pois Edward forjou sua própria morte. Ao continuar na pista do herdeiro, o casal acaba se envolvendo numa trama de sequestros, roubo de joias e assassinato.

## Elenco
- Barbara Harris — Blanche Tyler
- Bruce Dern — George Lumley
- William Devane — Edward/Arthur Adamson
- Karen Black — Fran
- Ed Lauter — Joe Maloney
- Cathleen Nesbitt — Julia Rainbird
- Katherine Helmond — Sra. Maloney
- Warren J.Kemmerling — Grandison
- Edith Atwater — Sra. Clay
- William Prince — Bispo
- Nicholas Colasanto — Constantine
- Marge Redmond — Vera Hannagan
- John Lehne — Andy Bush
- Charles Tyner — Wheeler
- Alexander Lockwood — Parson

## Principais prêmios e indicações
Globo de Ouro 1977 (EUA)
- Recebeu uma indicação na categoria de melhor atriz - comédia / musical (Barbara Harris).

Prêmio Edgar 1977 (Edgar Allan Poe Awards, EUA)
- Venceu na categoria melhor filme.